# Campeonato Paulista de Futebol de 1996 - Série A2
O Campeonato Paulista de Futebol de 1996 - Série A2 foi a 50.ª edição da competição de futebol de São Paulo, equivaleu ao segundo nível do futebol do estado. Nesta Edição foram promovidas as equipes Internacional, Portuguesa Santista e São José. Na outra ponta foram rebaixados Olímpia, Bandeirante e Rio Preto.

## Forma de disputa
- Primeira fase: Times jogam todos contra todos em turno e returno.Os dois primeiros colocados no turno, e os dois primeiros do returno vão para a fase final.Os três piores times na soma de turno e returno são rebaixados a Série A3 de 1997.
- Fase final: As quatro equipes classificadas disputam entre si em turno e returno três vaga para promoção a Série A1 de 1997.

## Participantes
| Grupo 1             | Grupo 1               |
| ------------------- | --------------------- |
| Bandeirante         | Birigui               |
| Bragantino          | Bragança Paulista     |
| Comercial           | Ribeirão Preto        |
| Inter de Limeira    | Limeira               |
| Ituano              | Itu                   |
| Noroeste            | Bauru                 |
| Olímpia             | Olímpia               |
| Paraguaçuense       | Paraguaçu Paulista    |
| Paulista            | Jundiaí               |
| Ponte Preta         | Campinas              |
| Portuguesa Santista | Santos                |
| Rio Preto           | São José do Rio Preto |
| Santo André         | Santo André           |
| São José            | São José dos Campos   |
| Sãocarlense         | São Carlos            |
| XV de Piracicaba    | Piracicaba            |

## Classificação
| Fase Final | Fase Final          | Fase Final | Fase Final | Fase Final | Fase Final | Fase Final | Fase Final | Fase Final | Fase Final | Fase Final |
| Time | Time                | Pts        | J          | V          | E          | D          | GP         | GC         | SG         |            |
| --- | ------------------- | ---------- | ---------- | ---------- | ---------- | ---------- | ---------- | ---------- | ---------- | ---------- |
| 1 | Internacional       | 10         | 6          | 2          | 4          | 0          | 8          | 2          | 6          |            |
| 2 | Portuguesa Santista | 9          | 6          | 2          | 3          | 1          | 6          | 8          | -2         |            |
| 3 | São José            | 6          | 6          | 1          | 3          | 2          | 6          | 7          | -1         |            |
| 4 | Ituano              | 5          | 6          | 1          | 2          | 3          | 6          | 9          | -3         |            |
| Pts – Pontos ganhos; J – Jogos; V - Vitórias; E - Empates; D - Derrotas; GP – Gols pró; GC – Gols contra; SG – Saldo de gols |                     |            |            |            |            |            |            |            |            |            |

|  |                                        |
|  | Campeão e promovido à Série A1 de 1997 |
|  | Promovido à Série A1 de 1997           |

## Premiação
| Campeonato Paulista de 1996 - Série A2 |
| -------------------------------------- |
| Internacional Campeão (2º título)      |